# جیک وارنر
یاکوب استفن "جک" وارنر (انگلیسی: Jacob Stephen "Jake" Varner؛ زادهٔ ۲۴ مارس ۱۹۸۶) کشتی‌گیر اهل ایالات متحده آمریکا است. او دارندهٔ مدال طلای المپیک لندن در ۹۶ کیلوگرم کشتی آزاد می‌باشد.